# Андріївське (Петушинський район)
Андріївське (рос. Андреевское) — село у Петушинському районі Владимирської області Російської Федерації.
Входить до складу муніципального утворення Пекшинське сільське поселення. Населення становить 183 особи (2010).

## Історія
Село розташоване на землях фіно-угорського народу мещери.
Від 12 липня 1929 року належить до Петушинського району, утвореного спочатку у складі Орєхо-Зуєвського округу Московської області.
Згідно із законом від 13 жовтня 2004 року входить до складу муніципального утворення Пекшинське сільське поселення.

## Населення
| 1859 | 1905 | 1926 | 2002 | 2010 |
| ---- | ---- | ---- | ---- | ---- |
| 115  | ↗164 | ↘139 | ↗234 | ↘183 |